# Formostenus striatus
Formostenus striatus är en stekelart som beskrevs av Jonathan 1980. Formostenus striatus ingår i släktet Formostenus och familjen brokparasitsteklar. Inga underarter finns listade i Catalogue of Life.